# Chapéu de palha

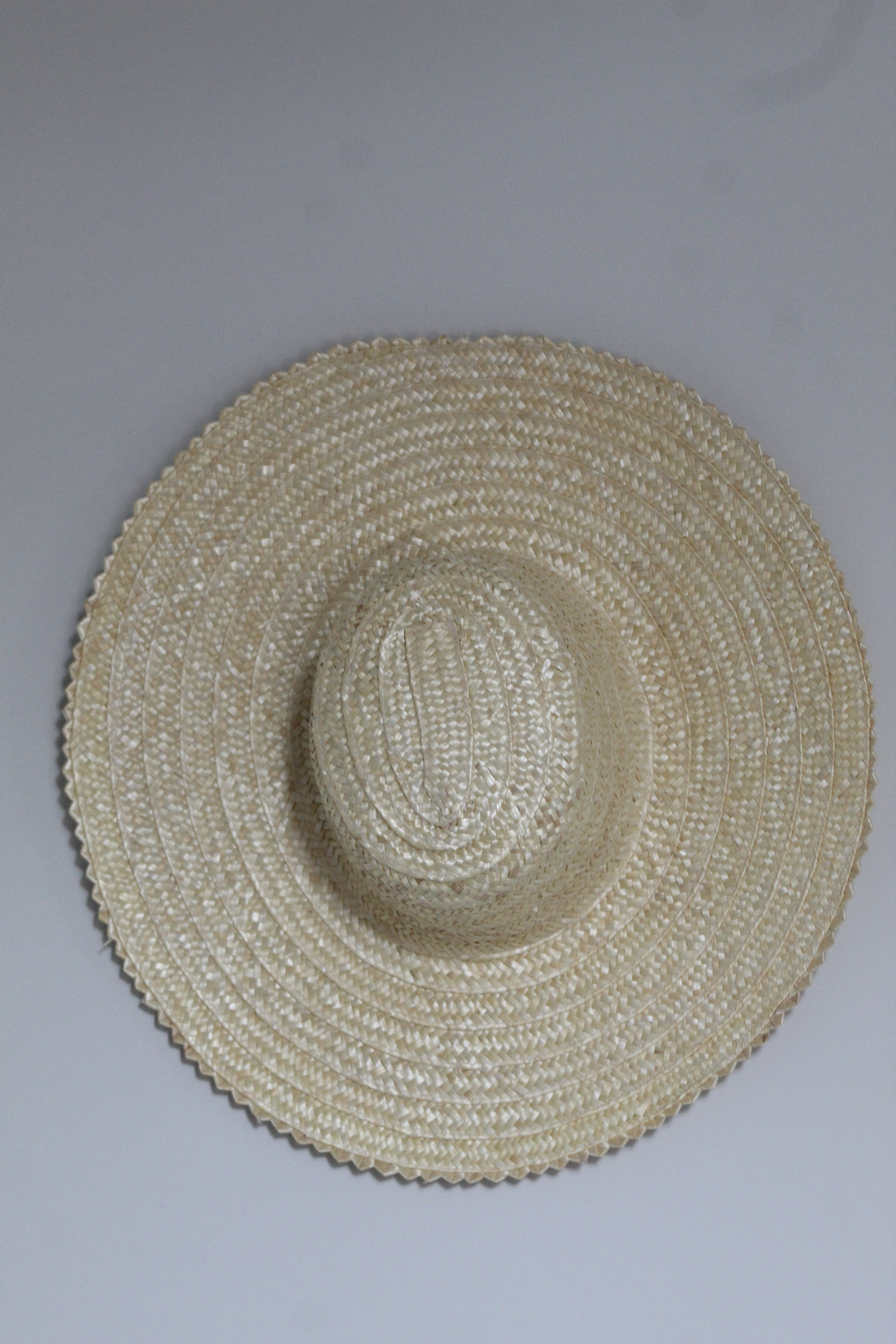
Chapéu de Palha - Capeline com repenique

Chapéu de palha é um género de chapéu típico do Baixo Minho, da zona de Fafe.
Ele é feito de palhas de centeio, cortado ainda verde (por amadurecer), depois de seco e curado é entrelaçado e faz.se a trança que depois vai dar origem ao chapéu.
Esta forma de artesanato está em via de extinção.
O chapéu de palha é um dos primeiros que foram criados.
Localidades onde está presente (com maior intensidade) este artesanato:
- Travassós - Fafe
- Revelhe - Fafe
- Golães - Fafe
- Vinhós - Fafe